# Luděk Macela
Luděk Macela (Černolice, 3 de outubro de 1950 – 16 de junho de 2016) foi um futebolista profissional tcheco que atuava como defensor, medalhista de ouro em Moscou 1980

## Carreira
Luděk Macela representou o seu país nos Jogos Olímpicos de Verão de 1980, conquistando a medalha de ouro.

## Falecimento
Luděk Macela morreu em 16 de junho de 2016, aos 65 anos.